# Pan-helenismo
Pan-helenismo refere-se a um sentimento comum de união de todos os grupos humanos que tem origem grega (helênica).

## Pan-Helenismo na Antiguidade
Na Antiguidade, o pan-helenismo foi um sentimento cultural comum a todos os povos gregos das Balcãs, das ilhas do mar Egeu e da Ásia Menor, no sentido que todas as entidades políticas aí inseridas tinham em comum uma linguagem, uma cultura generalizada e uma religião. Este sentimento tinha a sua maior expressão com a realização dos Jogos Pan-helénicos. Igualmente, este sentimento era retratado com o epíteto de Zeus Panhellenios, reverado no templo de Éacos em Egina.

### A ideia política
Para compreender a ideia política do pan-helenismo na Antiguidade, é necessário ter em mente que a Grécia foi caracterizada pela estrutura da polis desde o período Arcaico até a Antiguidade Tardia (aprox. 700 AC - 600 DC), ou seja, por associações estatais menores com um núcleo de assentamento urbano, que estava sujeito ao autogoverno. O pan-helenismo contrasta com esta estrutura na medida em que esta ideia defendia uma unificação das cidades-estado gregas. O pan-helenismo - abrangendo todos os gregos - não deve ser confundido como um plano para fundir as cidades-estado individuais num grande estado individual, mas sim como uma aliança baseada na comunidade cultural, principalmente para alcançar força na política externa e, assim, preservar a paz. Esta ideia em si estava em contradição com a realidade política da época. Entre outras coisas, alianças chegaram a ser feitas com povos bárbaros, ou seja não gregos, para ajudar a sua própria polis a aumentar o poder.

#### Origem da ideia
Segundo a literatura grega, existiu consistentemente um sentimento de uma união solta em todas as épocas, desde o período Arcaico até ao Império Romano. Desde meados do século VI, ou mais tardar, já é possível falar mais ou menos de uma identidade grega comum. Como será explicado na seção seguinte, a ideia do Pan-helenismo passou por algumas mudanças. No entanto, seguindo as suas origens, parecia desempenhar um papel relativamente subordinado no período Arcaico em comparação com as identidades tribais sub-helênicas. Foi apenas com as Guerras Persas que a identidade grega, baseada principalmente nas semelhanças culturais entre as identidades tribais individuais, foi consolidada. Esta identidade, assim encontrada, formou a base do Pan-helenismo nos séculos IV e V. No seu início, o pan-helenismo era um fenómeno intelectual que só ocorria a nível cultural.

#### Formas e Mundanças
A partir do século V, o pan-helenismo tornou-se num programa político. No entanto, esta ideia só atingiu o seu auge no século IV. As Guerras Persas (490 - 479 aC) são consideradas a centelha inicial. Especialmente em retrospeto, a memória dela continua a impulsionar a ideia do plano helênico, visto que é frequentemente ligada ao leitmotiv de uma campanha de vingança contra os persas, entre 479 e 431 AC. No entanto, a ideia voltou a ficar um pouco em segundo plano e o ideal político voltou à preeminência, numa altura em que a questão da identidade se tornou uma preocupação central e um instrumento político. Durante e após o fim da Guerra do Peloponeso (431 - 404 aC), a ideia pan-helênica voltou a aparecer, mas de forma mais fraca. Em vez de um poder hegemónico, o foco estava agora mais na liberdade e autonomia das polis. O Pan-helênico deveria ser principalmente uma coordenação conjunta na política externa em relação aos persas. Mesmo no século III, a ideia ainda estava presente, mas foi explorada tanto por Filipe II como por seu filho, Alexandre III como justificativa para ambições de conquista. Depois de Alexandre, a ideia do Plano Helênico tornou-se um epónimo para a era do Helenismo.
Os dois representantes mais conhecidos do pan-helenismo incluem Isócrates e Demóstenes, que também escreveram as duas declarações mais explícitas sobre esta ideia. Demóstenes tentou exaltar as várias polis gregas por uma campanha conjunta contra o rei macedônio Filipe II e Isócrates argumentou por uma guerra helênica planejada contra os Persas sob a liderança de Filipe II. Esta última abordagem irá prevalecer na mentalidade grega por muito tempo. Como mostra a instrumentalização para legitimar as guerras de conquista por parte de Filipe II e Alexandre, a ideia pan-helênica esteve sempre aberta à interpretação. Esta circunstância explica-se principalmente pelo facto de a ideia não estar ligada a um Estado grego institucionalizado, mas sim a conceitos abstratos como cultura, educação ou narrativas de um passado, presente e futuro comuns.

## Pan-Helenismo Moderno
No século XIX, esta expressão tomou conotações nacionalistas, especialmente com a emergência de um estado grego independente, que proclamava uma união politica de todos os gregos do Mediterrâneo. Esta ideia nacionalista de uma Grande Grécia (Mégali Idea) tornou-se mais forte com o fim do Império Otomano e a assinatura do Tratado de Sèvres, em 1920.